# Mike d'Abo
Michael David "Mike" d'Abo, född 1 mars 1944 i Betchworth, Surrey, är en brittisk sångare och låtskrivare. d'Abo började sin musikaliska bana i en popgrupp som hette Band of Angels. I augusti 1966 togs han in som sångare i Manfred Mann och ersatte då Paul Jones, som inlett en solokarriär. Han sjöng på gruppens efterföljande hitsinglar så som "Just Like a Woman", "Ha! Ha! Said the Clown" och "Mighty Quinn". Han skrev också låtarna "Build Me Up Buttercup" till The Foundations och "Handbags and Gladrags". Den sistnämnda producerade han också. 1969 upplöstes Manfred Mann, men d'Abo var fortsatt aktiv i musikbranschen. Bland annat sjöng han "Herodes sång" på originalinspelningarna av Jesus Christ Superstar.
Under 2000-talet har han uppträtt med gamla medlemmar ur Manfred Mann under namnet "The Manfreds" där han delar på sånginsatsen tillsammans med Paul Jones.
Han är far till skådespelerskan Olivia d'Abo och kusin till Maryam d'Abo.

## Diskografi (urval)
Studioalbum (solo)
- 1970 – d'Abo
- 1972 – Down at Rachel's Place
- 1974 – Broken Rainbows
- 1987 – Indestructible
- 1988 – Tomorrow's Troubador

Samlingsalbum
- 2001 – The Mike D'Abo Collection, Vol. 1: 1964–1970
- 2003 – A Little Miss Understood: Mike d'Abo Collection, Vol. 2
- 2004 – Handbags and Gladrags: The Mike D'Abo Songbook
- 2004 – Hidden Gems & Treasured Friends